# Anquíale (ninfa)
Anquíale (em grego clássico: Ἀγχιάλη; romaniz.: Anchiále), na mitologia grega, era uma ninfa que, segundo Apolônio de Rodes, era mãe dos dáctilos de Creta. Segundo o autor, teria os gerado na caverna do Ida se agarrando com ambas as mãos na terra de Oaxo. De acordo com Mauro Sérvio Honorato, gerou com Apolo o grego Oaxes, o fundador de Oaxo em Creta.